# Grand Prix Formule 1 van Italië 1970
De Grand Prix Formule 1 van Italië 1970 werd gehouden op 6 september op het Autodromo Nazionale Monza in Monza. Het was de tiende race van het seizoen. Jochen Rindt kwam op 5 september 1970 tijdens de training voor de Grand prix van Italië bij een ongeval om het leven. Naar aanleiding van het overlijden van Rindt trok het Lotus team zijn andere drie rijders terug voor de race. 

## Uitslag
| Pos. | Nr. | Coureur              | Constructeur       | Rondes | Tijd / Oorzaak uitval | Grid | Punten |
| ---- | --- | -------------------- | ------------------ | ------ | --------------------- | ---- | ------ |
| 1    | 4   | Clay Regazzoni       | Ferrari            | 68     | 1:39:07.1             | 3    | 9      |
| 2    | 18  | Jackie Stewart       | March-Ford         | 68     | 5.73                  | 4    | 6      |
| 3    | 40  | Jean-Pierre Beltoise | Matra              | 68     | 5.8                   | 14   | 4      |
| 4    | 30  | Denny Hulme          | McLaren-Ford       | 68     | 6.15                  | 9    | 3      |
| 5    | 46  | Rolf Stommelen       | Brabham-Ford       | 68     | 6.41                  | 17   | 2      |
| 6    | 20  | François Cevert      | March-Ford         | 68     | + 1:03.46             | 11   | 1      |
| 7    | 48  | Chris Amon           | March-Ford         | 67     | + 1 Ronde             | 18   |        |
| 8    | 34  | Andrea de Adamich    | McLaren-Alfa Romeo | 61     | + 7 Rondes            | 12   |        |
| NC   | 32  | Peter Gethin         | McLaren-Ford       | 60     | Niet geklasseerd      | 16   |        |
| DNF  | 8   | Jackie Oliver        | BRM                | 36     | Motor                 | 6    |        |
| DNF  | 52  | Ronnie Peterson      | March-Ford         | 35     | Motor                 | 13   |        |
| DNF  | 44  | Jack Brabham         | Brabham-Ford       | 31     | Ongeluk               | 8    |        |
| DNF  | 2   | Jacky Ickx           | Ferrari            | 25     | Koppeling             | 1    |        |
| DNF  | 12  | George Eaton         | BRM                | 21     | Oververhitting        | 20   |        |
| DNF  | 54  | Tim Schenken         | De Tomaso-Ford     | 17     | Motor                 | 19   |        |
| DNF  | 6   | Ignazio Giunti       | Ferrari            | 14     | Benzinesysteem        | 15   |        |
| DNF  | 42  | Henri Pescarolo      | Matra              | 14     | Motor                 | 5    |        |
| DNF  | 10  | Pedro Rodríguez      | BRM                | 12     | Motor                 | 2    |        |
| DNF  | 50  | Jo Siffert           | March-Ford         | 3      | Motor                 | 7    |        |
| DNF  | 14  | John Surtees         | Surtees-Ford       | 0      | Elektrisch probleem   | 10   |        |
| WD   | 28  | Graham Hill          | Lotus-Ford         |        | Teruggetrokken        |      |        |
| WD   | 24  | John Miles           | Lotus-Ford         |        | Teruggetrokken        |      |        |
| DNS  | 22  | Jochen Rindt         | Lotus-Ford         |        | Dodelijk ongeluk      |      |        |
| DNQ  | 38  | Jo Bonnier           | McLaren-Ford       |        |                       |      |        |
| WD   | 26  | Emerson Fittipaldi   | Lotus-Ford         |        | Teruggetrokken        |      |        |
| DNQ  | 36  | Nanni Galli          | McLaren-Alfa Romeo |        |                       |      |        |
| DNQ  | 56  | Silvio Moser         | Bellasi-Ford       |        |                       |      |        |

## Statistieken
| Pole-position | Jacky Ickx     | Ferrari | 1:24.14 |
| Snelste ronde | Clay Regazzoni | Ferrari | 1:25.20 |

## Noot
- Dit was het debuut van de Italiaanse coureur Nanni Galli.
- Vijfde snelste ronde voor een Zwitserse coureur.

1921 · 1922 · 1923 · 1924 · 1925 · 1926 · 1927 · 1928 · 1931 · 1932 · 1933 · 1934 · 1935 · 1936 · 1937 · 1938 · 1947 · 1948 · 1949 · 1950 · 1951 · 1952 · 1953 · 1954 · 1955 · 1956 · 1957 · 1958 · 1959 · 1960 · 1961 · 1962 · 1963 · 1964 · 1965 · 1966 · 1967 · 1968 · 1969 · 1970 · 1971 · 1972 · 1973 · 1974 · 1975 · 1976 · 1977 · 1978 · 1979 · 1980 · 1981 · 1982 · 1983 · 1984 · 1985 · 1986 · 1987 · 1988 · 1989 · 1990 · 1991 · 1992 · 1993 · 1994 · 1995 · 1996 · 1997 · 1998 · 1999 · 2000 · 2001 · 2002 · 2003 · 2004 · 2005 · 2006 · 2007 · 2008 · 2009 · 2010 · 2011 · 2012 · 2013 · 2014 · 2015 · 2016 · 2017 · 2018 · 2019 · 2020 · 2021 · 2022 · 2023 · 2024 · 2025